# Lodewijk Woltjer
Lodewijk Woltjer (Noordwijk, 26 d'abril de 1930 - 25 d'agost de 2019) fou un astrònom neerlandès.
Fill del també astrònom Jan Woltjer, va estudiar a la Universitat de Leiden sota la direcció de Jan Oort i va guanyar un doctorat en astronomia el 1957 amb una tesi sobre la Nebulosa del Cranc. Posteriorment va rebre citacions d'investigació postdoctoral en diverses universitats nord-americanes i va ser nomenat professor d'astrofísica teòrica i física del plasma a la Universitat de Leiden. De 1964 a 1974 va ser professor d'Astronomia i President del Departament d'Astronomia de la Universitat de Colúmbia a Nova York. De 1975 a 1987 va ser director general de l'Observatori Europeu Austral (ESO), on va dirigir la construcció del Very Large Telescope. Entre 1994 i 1997 va ser President de la Unió Astronòmica Internacional. Woltjer va ser honorat el 1987 amb la Medalla Karl Schwarzschild.
Va ser el primer editor en cap de The Astronomy and Astrophysics Review, publicada des de 1989; i també l'editor d'Astronomical Journal entre 1967 i 1974. També va ser membre de diverses acadèmies europees de ciències, incloses la belga, la britànica, l'holandesa, la francesa i la sueca.